# Jumano
Jumano (Shuman, Jumana, Humana, Sumana, Chouman, Xoman), ime za najmanje tri različite grupe američkih Indijanaca nastanjenih na različitim područjima američkog Jugozapada. Imenom Jumano označavana su različita plemena na Jugozapadu koja su prakticirala tetoviranje ili su hodali goli "striped"-Indijanci, bez da pokrivaju genitalije. Kompletna populacija mogla je iznositi oko 10,000 (1690) kako ju je 1581. procijenio Antonio de Espejo. O jezičnoj pripadnosti raznih Jumano skupina još se raspravlja, a očite su i kulturne razlike među njima. Jedna grupa poznata je kao Tompiro (Puebloan Jumanos) i koji su možda pripadali porodici Tanoan. Grupa Plains Jumanos vode se kao preci današnjih Wichita, naroda iz grupe Caddoan koji su se bavili lovom na bizone. Plains Jumanos nastanjivali su prerijski kraj između Canadiana i Pecosa. Posljednja grupa Jumano Apache ima i danas potomaka koji su u Teksasu organizirani kao Jumano Apache Tribe, i zahtijevaju službeno priznanje plemena. -Prema jednoj klasifikaciji (Greenberg i McQuown, 1955, 1956) Jumano i Suma su predstavnici skupine Taracahitian, koje dalje svrstavaju porodici Juto-Asteci.

## Vanjske poveznice
- Jumano Indians
- The Jumano Indians of Texas
- Hodge, Jumano Indians